# Panhard 178

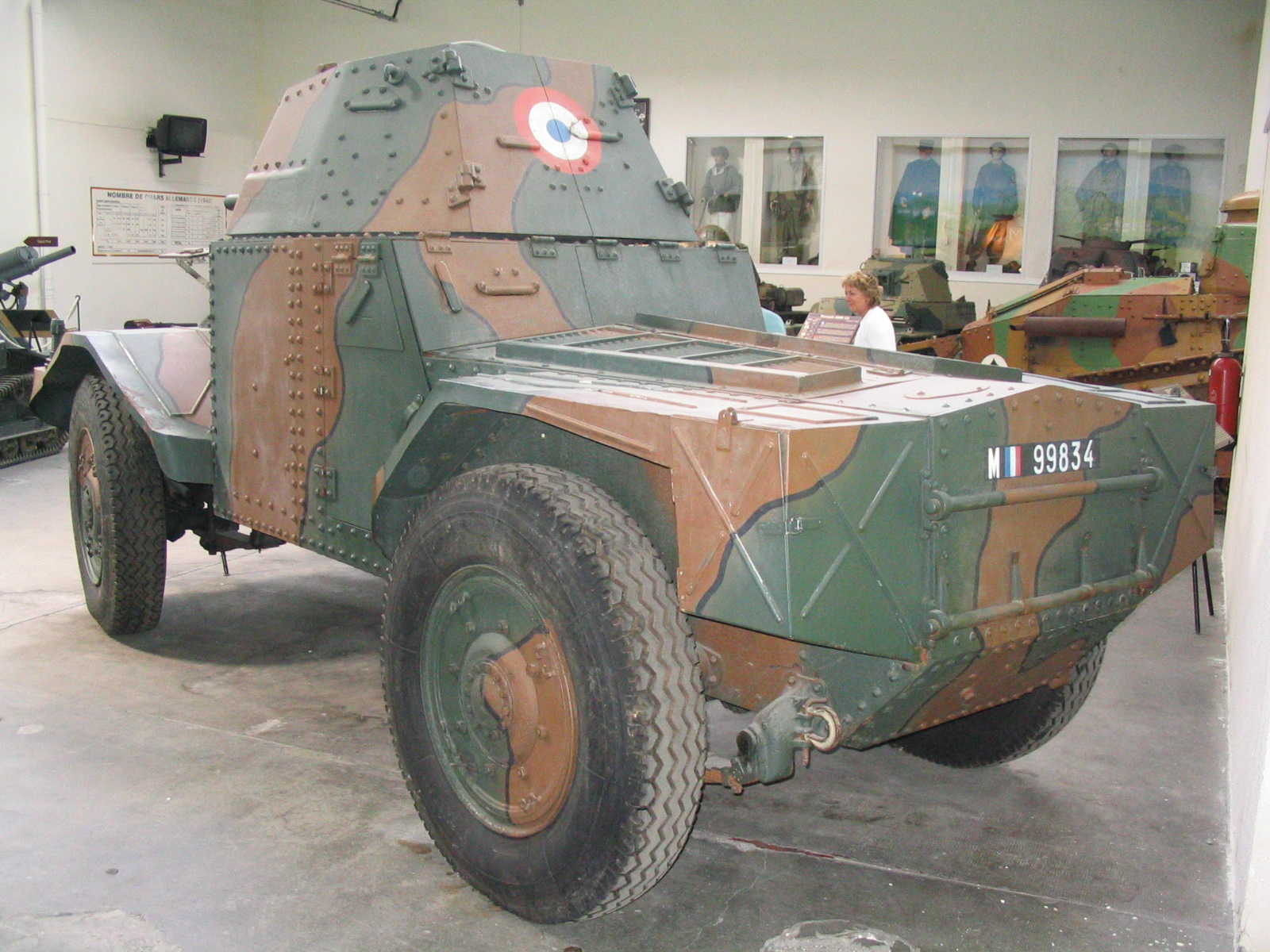
La parte trasera del mismo vehículo, que muestra la posición del segundo conductor; el chasis, a pesar de haberse repintado con un número perteneciente al tercer lote de producción, es en realidad el de un Panhard 178B. La torreta APX3B es del último tipo con un episcopio trasero.

El Panhard 178 (oficialmente designado Automitrailleuse de Découverte Panhard modèle 1935, siendo 178 el número interno de proyecto en Panhard) o «Pan-Pan» era un automóvil blindado 4 x 4 de reconocimiento francés avanzado diseñado para las unidades de caballería del Ejército francés antes de la Segunda Guerra Mundial. Tenía una tripulación de cuatro personas y estaba dotado de un eficaz armamento principal de 25 mm y una ametralladora coaxial de 7,5 mm.
En 1940, varios vehículos fueron capturados por los alemanes tras la caída de Francia y empleados como el Panzerspähwagen P204 (f); durante unos meses después del armisticio de junio, la producción continuó en beneficio de Alemania. Tras la guerra, una versión derivada, el Panhard 178B, volvió a ponerse en producción en Francia.

## Desarrollo
En diciembre de 1931, la caballería francesa ideó un plan para la futura producción de vehículos blindados de combate. Una de las clases previstas era la de Automitrailleuse de Découverte o AMD, un vehículo especializado de reconocimiento de largo alcance. El pliego de condiciones se formuló el 22 de diciembre de 1931, se modificó el 18 de noviembre de 1932 y se aprobó el 9 de diciembre de 1932. Las especificaciones exigían un peso de 4 toneladas, una autonomía de 400 kilómetros, una velocidad de 70 km/h, una velocidad de crucero de 40 km/h, un radio de giro de 12 metros, un blindaje de 5-8 mm, un cañón de 20 mm y una ametralladora de 7,5 mm.
En 1933, se autorizó a Panhard, una de las empresas competidoras (además de Renault, Berliet y Latil) que habían presentado propuestas, a construir un prototipo. También se ordenó a las otras empresas construir prototipos: Renault construyó dos vehículos de un Renault VZ, incluida una variante de transporte blindado de personal, Berliet construyó un único Berliet VUB y Latil presentó con retraso un diseño en abril de 1934. El vehículo de Panhard estaba listo en octubre de 1933 y se presentó a la Commission de Vincennes en enero de 1934 con el nombre Panhard voiture spéciale type 178. Llevaba una torreta ametralladora de 13,2 mm del taller Vincennes (Avis), ya que la prevista aún no estaba lista. Tras las pruebas realizadas entre el 9 de enero y el 2 de febrero de 1934, el tipo, a pesar de tener unas dimensiones superiores a las prescritas y de ser, por tanto, mucho más pesado que 4 toneladas, fue aceptado por la comisión el 15 de febrero con la condición de que se realizaran algunas pequeñas modificaciones. De todos los proyectos, se consideró el mejor: el Berliet VUB era fiable pero demasiado pesado y tradicional y la versión de Latil no tenía capacidad todoterreno. En otoño, el prototipo mejorado, ahora sin las orugas inferiores del tipo original, fue probado por la caballería. A finales de 1934, el tipo fue aceptado con el nombre AMD Panhard Modèle 1935. El tipo estaba ahora equipado con la torreta APX3B.
Tras quejas sobre su fiabilidad, como la mira del cañón que se rompía y sobrecalentamiento, entre el 29 de junio y el 2 de diciembre de 1937 tuvo lugar un nuevo programa de pruebas que dio lugar a muchas modificaciones, como el añadido de un silenciador y un ventilador en la torreta. El diseño definitivo era muy avanzado para su época y seguía pareciendo moderno en los años setenta. Fue el primer automóvil blindado 4 x 4 producido en cadena para un gran país.

## Producción

La antigua fábrica de Panhard donde se ensamblaban los AMD 35.

El montaje final y la pintura de los automóviles blindados se llevaron a cabo en la fábrica de Panhard & Levassor de la Avenue d'Ivry, en el XIII distrito de París. Sin embargo, allí solo se construían las piezas del automóvil y los accesorios menores: el chasis blindado era prefabricado en su totalidad por forjas subcontratadas. Al principio, la principal empresa proveedora era Batignolles-Châtillon, en Nantes, que podía suministrar un máximo de unas veinte al mes; en 1940, la forja de Firminy pasó a ser dominante. Asimismo, la torreta, equipada con su armamento por el Atelier de construction de Rueil (ARL), fue fabricada por subcontratistas, principalmente la Société française de constructions mécaniques (o «Cail») de Denain. La producción de torretas iba a la zaga de la de los chasis; el 1 de septiembre de 1939, los pedidos pendientes ascendían a 35. La producción prevista el 28 de octubre de 1939 para la primavera de 1940 demuestra que había pocas esperanzas de resolver este problema: cincuenta chasis frente a cuarenta torretas al mes.
En el momento de su aceptación en 1934, ya se había decidido pedir 15 ejemplares el 25 de abril de 1934 y otros 15 más el 20 de mayo por el precio de 275 000 ₣ por chasis, más caro que un tanque ligero de infantería francés de la época. Los pedidos reales se realizaron el 1 de enero y del 29 de abril de 1935 respectivamente, la notificación se envió el 27 de mayo, con una entrega prevista entre enero y marzo de 1936. Debido a las huelgas, los primeros vehículos de estos pedidos solo se entregaron a partir del 2 de febrero de 1937; se habían producido 19 en abril y se entregó el último en noviembre. Los dos primeros pedidos juntos pueden considerarse una preserie independiente de 30, que difiere ligeramente en muchos detalles de los vehículos producidos posteriormente.
El 15 de septiembre de 1935 se hizo un tercer pedido de ochenta vehículos, pero no se notificó hasta el 11 de agosto de 1937. Su entrega estaba prevista entre enero y julio de 1938, pero debido a huelgas y retrasos en la producción de las torretas, las fechas reales fueron el 24 de junio de 1938 y el 10 de febrero de 1939.
Hubo otros tres pedidos cuyas entregas comenzaron antes de la guerra: uno de 40 unidades con fecha de 11 de enero de 1938 y entregado entre el 13 de febrero y el 31 de julio de 1939; un quinto de 35 automóviles realizado en la misma fecha pero entregado entre julio y diciembre de 1939 (seis antes de la guerra) después de un sexto pedido de 80 vehículos realizado el 18 de enero de 1938 y entregado entre junio y noviembre de 1939 (57 antes del 1 de septiembre de 1939).
El 1 de septiembre de 1939, se habían entregado 219 vehículos contando prototipos, 71 con retraso. Sin embargo, los aumentos de la producción permitieron a Panhard reducir la lista de pedidos acumulados, al menos para los chasis. A partir de diciembre, se fabricaron vehículos de dos pedidos posteriores: un séptimo de 40, realizado el 18 de enero de 1938 y completado entre diciembre de 1939 y abril de 1940, y un octavo de 80 vehículos entregados desde enero hasta mediados de mayo de 1940. Las entregas mensuales fueron: 9 en septiembre de 1939, 11 en octubre, 18 en noviembre, 22 en diciembre, 25 en enero de 1940, 8 en febrero, 16 en marzo, 34 en abril y una última treintena en mayo de 1940. La producción total de vehículos completados de la versión estándar del AMD 35 para Francia fue, por tanto, de 339.
Sin embargo, el total fabricado de todos los vehículos de la familia Panhard 178 más amplia fue mucho mayor, ya que hubo varias versiones no convencionales; además, no toda la producción fue para Francia. En primer lugar, hubo una variante de radiocomunicación, de la que se habían encargado 12 unidades en 1937 y de nuevo en 1938, cuya notificación se publicó el 9 de diciembre de 1938, entregándose los 24 vehículos entre octubre y diciembre de 1939. La siguiente variante fue una versión colonial, de la cual se produjeron 8 unidades. La adición más importante consistió en un pedido de 128 vehículos modificados destinados al norte de África. Además, hubo dos últimos pedidos de la versión estándar, uno de 12 notificado el 22 de julio de 1939, el segundo de 100 realizado el 27 de septiembre de 1939, de los cuales ambos solo 14 chasis serían fabricados para Francia.
De todos estos pedidos, en el momento del armisticio en junio, 491 se habían completado. El 7 de junio, había 52 chasis en stock para los que aún no se disponía de torreta; probablemente para el 22 de junio se habían fabricado otros 10 chasis para una producción total de 553: 30 en 1937, 81 en 1938, 236 en 1939 y 206 en 1940. La producción total de chasis de todas las versiones había sido: 24 en septiembre de 1939, 26 en octubre, 27 en noviembre, 33 en diciembre, 36 en enero de 1940, 40 en febrero, 32 en marzo, 42 en abril, 32 en mayo y 24 hasta la interrupción a mediados de junio. Después del armisticio, se completaron otros 176, a partir de piezas prefabricadas, para los ocupantes alemanes, para un total de 729.
Estos números de producción pueden compararse con los planes de producción. Antes de la guerra, se pretendía que la fabricación de guerra fuese de 30 al mes. Cuando la guerra estalló de verdad, se dieron cuenta de que la necesidad de reclutar nuevas unidades, el reemplazo de los vehículos antiguos y desgastados y la creación de una reserva de material para compensar la pérdida de un 20 % de los automóviles de una unidad de combate al mes durante una campaña supondrían un nivel de producción mucho mayor, incluso recurriendo a la conveniencia de acoplar torretas viejas al excedente de chasis. El 10 de octubre de 1939 se había planeado llevar la producción a 40 unidades al mes en marzo, 50 en julio, 55 en septiembre y 60 desde noviembre de 1940 hasta que durase la guerra. Los pronósticos posteriores fueron aún más pesimistas: en consecuencia, además de los 657 vehículos notificados en esa fecha, el 15 de abril de 1940 se encargaron otros 450, un tercio de ellos de la versión de radio, con lo que el total de pedidos ascendió a 1107. El ritmo máximo deseado de 60 vehículos se adelantó dos meses hasta septiembre de 1940; el 1 de octubre debían completarse 1018 vehículos. Sin embargo, la producción prevista se limitó a marzo de 1941; como el comandante supremo Maurice Gamelin había concluido el 27 de febrero de 1940 a partir de los acontecimientos del Fall Weiss que los vehículos ligeramente blindados no podrían sobrevivir en el campo de batalla moderno, a partir de la primavera de 1941, el Panhard 178 tuvo que ser sustituido en las cadenas de producción por el automóvil blindado pesado Panhard AM 40 P, que debía estar mucho más fuertemente blindado y armado.

## Descripción

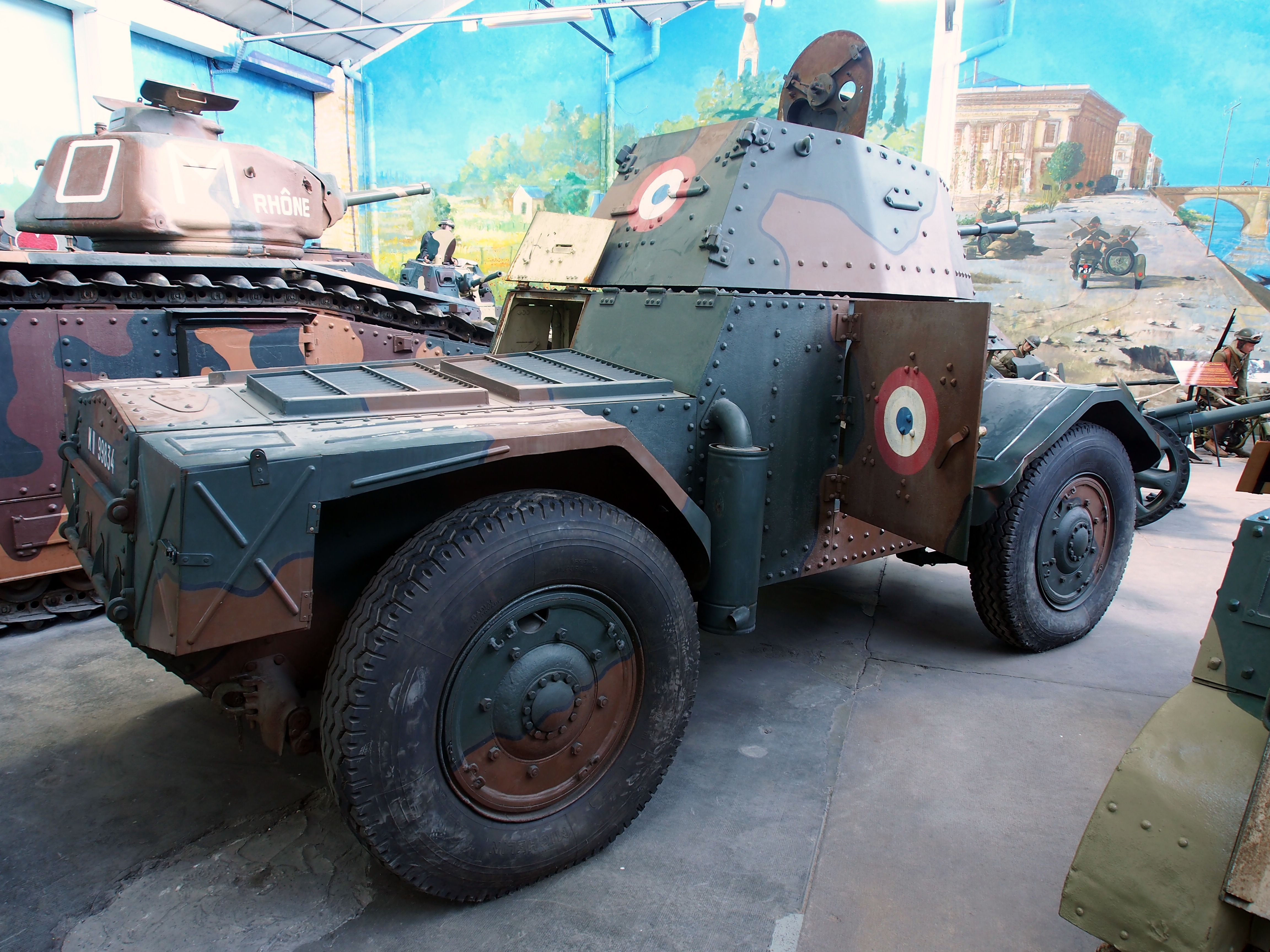
El Panhard 178 desde el lado derecho.

### Diseño
Para que funcionase como vehículo de reconocimiento de largo alcance eficaz, hubo que hacer el Panhard 178 lo más ligero posible. Por tanto, el vehículo era bastante pequeño, con una longitud de tan solo 4,79 m, una anchura de 2,01 m y una altura de 2,31 m (1,65 m para el chasis en sí). Además, el compartimento cónico del motor, en el que se había instalado un motor Panhard ISK 4FII bis V4, 6332 c. c., 105 CV a 2000 rpm, estaba construido muy bajo, lo que daba al vehículo su silueta distintiva, con un compartimento de combate saliente. Ambos compartimentos estaban separados por un mamparo ignífugo. El uso de una torreta grande con un blindaje frontal de 26 mm y lateral de 13 mm, combinado con un blindaje atornillado y remachado de 7 mm (parte inferior), 9 mm (parte superior y glacis), 13 mm (parte trasera, lados y superestructura frontal) y 20 mm (morro) para el chasis, afectaba a las consideraciones de peso, por lo que el vehículo seguía pesando 8,2 toneladas. Sin embargo, la movilidad era bastante buena para un vehículo blindado de combate francés de la época: una velocidad máxima de 72,6 km/h, una velocidad de crucero de 47 km/h y una autonomía práctica de 300 km; esto era posible gracias a dos depósitos de combustible de 120 y 20 litros, el principal ubicado en la parte trasera extrema del chasis.
Sin embargo, su capacidad todoterreno estaba un tanto limitada: aunque las cuatro ruedas estaban accionadas, la suspensión de muelle de hojas limitaba la velocidad todoterreno a 42 km/h y la posesión de solo cuatro ruedas le otorgaba una capacidad de vadeo y cruce de zanjas de solo 60 cm; podía superar un obstáculo vertical de 30 cm, ayudado por dos pequeñas ruedas inferiores en el chasis delantero.
El conductor se sentaba delante y usaba una caja de cambios de ocho velocidades y un volante normal. La conducción podía cambiarse a marcha atrás inmediatamente para permitir al asistente del conductor, mirando hacia atrás y sentado a la izquierda del motor (o a la derecha desde su punto de vista), conducir el vehículo marcha atrás en caso de emergencia, utilizando las cuatro marchas fuera de carretera, con una velocidad máxima de 42 km/h. Esta capacidad de «conducción doble» es común en los vehículos de reconocimiento. El segundo conductor tenía una entrada independiente en el lado izquierdo del chasis. Hacía las veces de operador de radio en los vehículos del comandante del pelotón o comandante del escuadrón, manejando el aparato de corto alcance ER29 o de alcance medio ER26, respectivamente. Para hacer posible la comunicación de largo alcance, uno de cada doce automóviles blindados era un vehículo especial de radio.

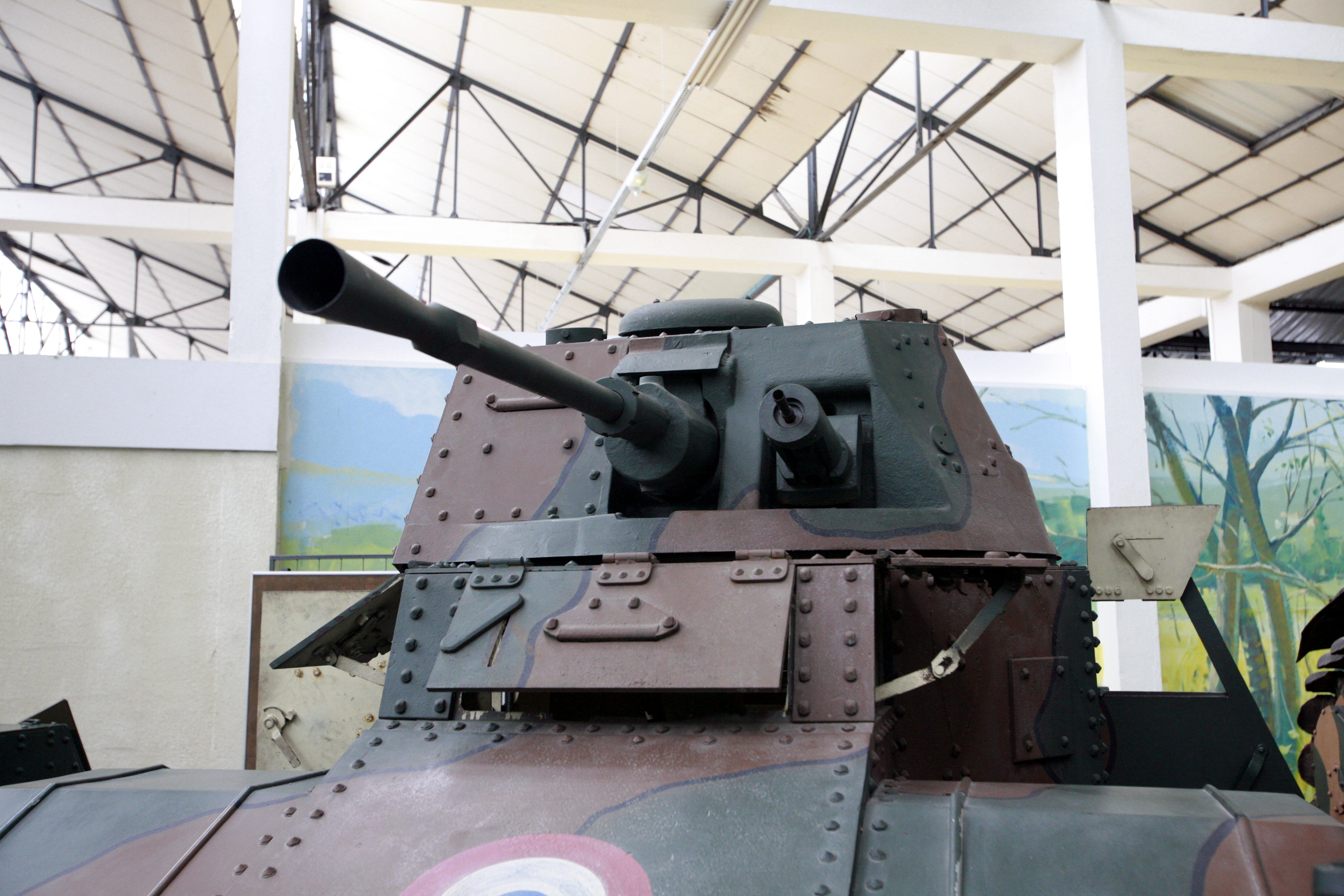
La torreta APX3.

La torreta APX3, dotada de una gran escotilla doble en la parte trasera, era bastante grande y podía acoger a dos hombres, como en el AMC 35; para la época, esto era excepcional para un vehículo blindado de combate francés. En el APX3 de tracción eléctrica, el comandante a la derecha y el artillero a la izquierda se beneficiaban de una cesta de torreta rudimentaria y de suficientes dispositivos de visión, inclusive un periscopio (que eran del tipo Gundlach en los últimos ejemplares) por hombre y episcopios PPL.RX.168.

### Armamento
En un principio, el armamento iba a consistir en un cañón de 20 mm de nuevo desarrollo; cuando esto no se materializó, se consideró utilizar un cañón Modèle 16 de 37 mm, estándar para los automóviles blindados, pero se rechazó debido a su escasa capacidad antiblindaje. En su lugar, se eligió el SA 35 de 25 mm, un derivado acortado L/47.2 del cañón antitanque estándar francés, el Hotchkiss modèle 34 de 25 mm. Contaba con la mira L711. Para compensar el cañón más corto, los proyectiles utilizaban cargas más pesadas, lo que les proporcionaba una velocidad de salida ligeramente superior, de 950 m/s. El cañón tenía una penetración máxima de unos 50 mm cuando utilizaba un proyectil de wolframio; sin embargo, el ligero proyectil de 380 gramos se desviaba fácilmente con blindaje inclinado. Incluso un ángulo de 45° proporcionaba alrededor de un 100 % de protección adicional sobre el grosor del blindaje medido a lo largo del plano horizontal. Sin embargo, los tanques alemanes tenían muchas placas verticales y eran vulnerables hasta unos 800 metros. En cambio, el proyectil ligero, incluso cuando penetraba, a menudo no conseguía prender fuego a un vehículo enemigo; a veces hacían falta 15 disparos para conseguirlo. Se almacenaban 150 cartuchos.
El armamento secundario era una ametralladora opcionalmente coaxial Reibel de 7,5 mm con 3750 balas, 1500 de las cuales eran perforantes. A la derecha del conductor se llevaba una ametralladora de reserva que podía montarse encima de la torreta para la defensa antiaérea. Sus cargadores se encontraban en las paredes interiores del compartimento de combate, incluida la gran puerta de entrada principal situada a la derecha.

### Deficiencias y mejoras posteriores
La experiencia demostró que el tipo presentaba varias deficiencias: un embrague débil, rotación lenta de la torreta, un interior estrecho, aparatos de radio poco fiables, mala conducción campo a través y frenos muy ruidosos. Por otro lado, era fiable, fácil de conducir por carretera y el motor como tal era bastante silencioso; todas ellas cualidades deseables para un vehículo de reconocimiento.
Durante la tirada de producción, se realizaron varias modificaciones, como el añadido de ganchos de suspensión. Los primeros 30 vehículos tenían dos periscopios primitivos más en el techo de la torreta, un diascopio Chrétien delante y simples rendijas de visión con postigos blindados a los lados. Los conductores también tenían que usar rendijas de visión en lugar de un episcopio. También carecían de silenciador y tenían recortes semicirculares en los tapacubos de las ruedas. Aproximadamente a partir del 111.er vehículo (o cuarta tanda de producción) se introdujeron varios cambios, como la instalación de una cubierta ventiladora blindada en la parte superior de la torreta, una placa de fábrica con el nombre «Panhard» en el morro y un nuevo patrón de camuflaje de fábrica más suave con las manchas marrones y verde bronce ya no separadas por líneas negras. A partir del 270.º vehículo se construyeron cajas de estiba en los guardabarros traseros, ocultando la forma puntiaguda del compartimento del motor. Las últimas torretas fabricadas también tenían un episcopio orientado hacia atrás para el comandante en lugar de una rendija de visión.

## Historia operacional

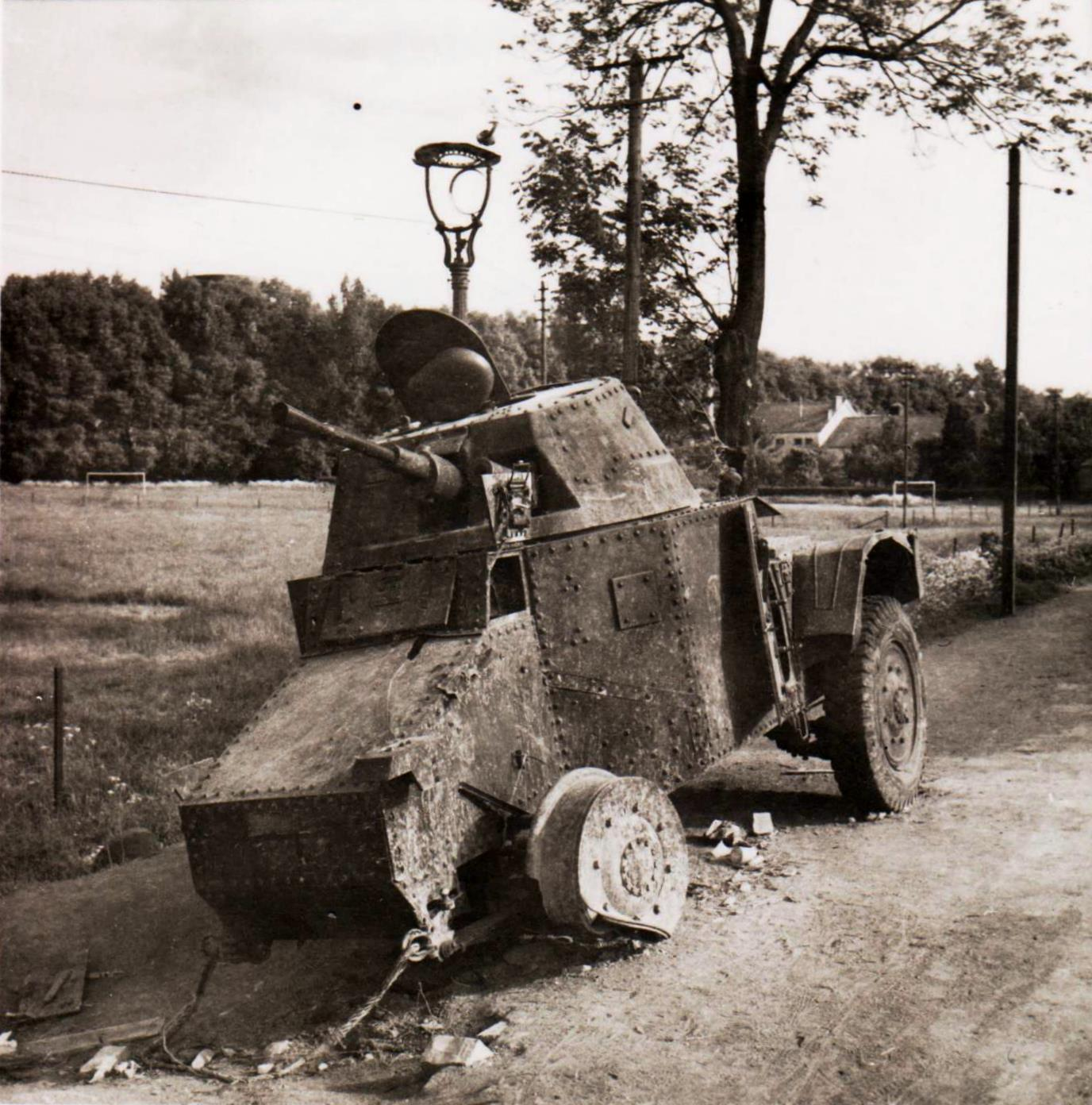
Un Panhard 178 destruido de la 3.ª División Ligera de Caballería, mayo de 1940.

Los primeros diecinueve vehículos fueron adoptados en abril de 1937 por el 6.º Regimiento de Coraceros. Cuando estalló la Segunda Guerra Mundial, había 218 vehículos desplegados por once escuadrones.
En la primavera de 1940, el 21e Escadron d'AMD 35 se destinó primero a Finlandia y la guerra de Invierno, pero luego fue enviado a Narvik para ayudar a Noruega durante la Operación Weserübung. Se trataba en realidad del rebautizado 4.º GRDI (que sería sustituido por una nueva unidad del mismo nombre en su antigua matriz, la 15.ª División de Infantería Mecanizada, el 5 de mayo) y estaba dotado de trece Panhard 178.
Durante la batalla de Francia a partir del 10 de mayo de 1940, momento en el que había disponibles unos 370 vehículos completados, los Panhard 178 se destinaron a unidades de reconocimiento de las fuerzas mecanizadas y motorizadas. En aquella época, el Panhard 178 representaba uno de los mejores automóviles blindados de su clase en el mundo.
Las tres divisiones blindadas de la caballería, las Divisions légères mécaniques, tenían una dotación orgánica teórica de 40 automóviles blindados, además de cuatro vehículos de radio y una reserva orgánica de material de cuatro vehículos. Esto hacía un total de 144 vehículos en estas divisiones ligeras mecanizadas. Las Divisiones Ligeras de Caballería (es decir, motorizadas), las Divisions légères de cavalerie, disponían de un escuadrón de doce Panhards más un radiocoche y una reserva de material de cuatro en su Régiment de automitrailleuses (RAM). El total en las Divisiones Ligeras de Caballería sería, por tanto, de 85.
No solo la caballería utilizó el tipo, la infantería lo empleó en los Groupes de Reconnaissance de Division d'Infanterie (GRDI), las unidades de reconocimiento de las Divisiones de Infantería Mecanizada que, a pesar de su nombre, eran mayormente divisiones de infantería motorizada. Eran el 1.er GRDI para la 5.ª DIM, el 2.º GRDI para la 9.ª DIM, el 3.er GRDI para la 12.ª DIM, el 4.º GRDI para la 15.ª DIM, el 5.º GRDI para la 25.ª DIM, el 6.º GRDI para la 3.ª DIM y el 7.º GRDI para la 1.ª DIM. Su organización era básicamente idéntica a las unidades de las DLC, pero la dotación era de dieciséis, lo que sumaba un total de 112 vehículos.

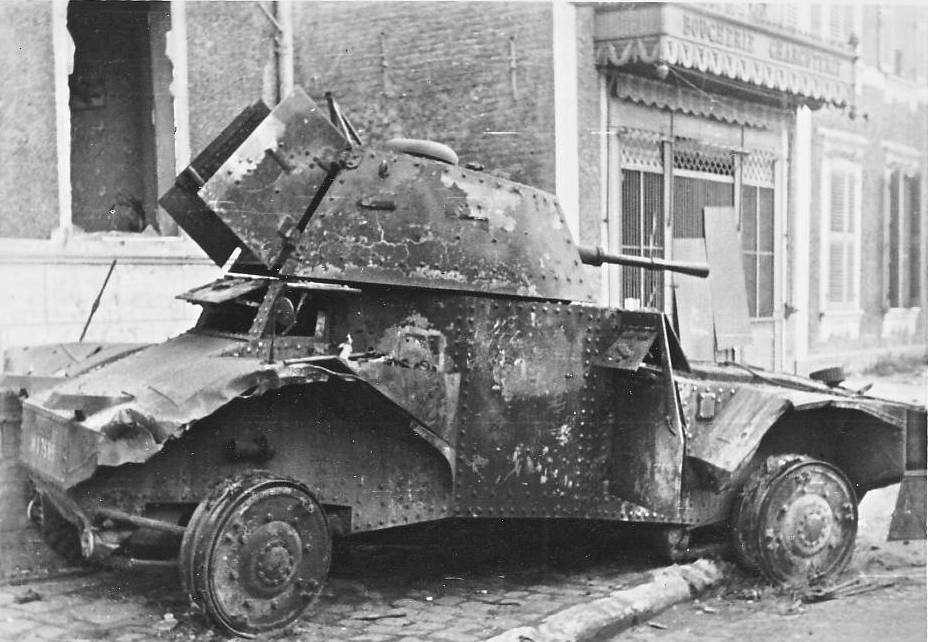
Un Panhard 178 del 2.º GRDI destruido en mayo de 1940.

La dotación real de las unidades anteriores podría variar, pero si todas estaban al completo, 24 vehículos se encontraban en la reserva de material o se utilizaban para la formación de conductores, ya que aparte de los vehículos coloniales, el 10 de mayo de 1940 se habían entregado 378. Tras el inicio de la invasión, se formaron varias unidades ad hoc de emergencia; entre ellas, el 32.º GRDI para la 43.ª DI normal y corriente, que contaba con cinco Panhard. La 4.ª DCR, la división blindada de infantería formada apresuradamente en mayo, recibió 43 Panhard 178.
Las DLM utilizaron sus unidades de Panhard para reconocimiento estratégico. En el caso de la 1.ª DLM, esto implicaba un movimiento muy por delante del cuerpo principal de la división, ya que debía mantener una conexión con el Ejército neerlandés durante la batalla de los Países Bajos. En 32 horas, los automóviles blindados del grupo Lestoquoi cubrieron una distancia de más de 200 kilómetros, llegando a las inmediaciones de Bolduque la tarde del 11 de mayo. Tras algunas escaramuzas prósperas contra automóviles blindados alemanes pertenecientes a los pelotones de reconocimiento de las divisiones de infantería alemanas, se retiraron, pues los neerlandeses ya estaban en retirada completa. Los neerlandeses les pidieron que apoyasen un ataque de infantería a la cabeza de puente sur de los estratégicos puentes de Moerdijk, defendidos por paracaidistas alemanes. Como los automóviles no eran aptos para tal tarea, el comandante dudó antes de llegar a la conclusión errónea de que la cabeza de puente estaba firmemente defendida. Mientras permanecía inmóvil, este grupo de Panhard fue sorprendido en un paisaje de pólder abierto por un ataque de Stuka que se saldó con un vehículo inutilizado y se retiró rápidamente hacia el sur.
Las otras dos DLM se apresuraron al frente para detener el avance de la 3.ª y 4.ª Divisiones Panzer tras la sorprendentemente rápida caída del fuerte Eben-Emael. Sus Panhard libraron una próspera batalla de retardo contra sus homólogos alemanes hasta la batalla de Hannut, la batalla de tanques más grande de la campaña. En general, no tuvieron muchos problemas para despachar a los blindados alemanes ligeramente acorazados, cuyo armamento principal de 20 mm no era muy eficaz contra el blindaje frontal de los Panhard.

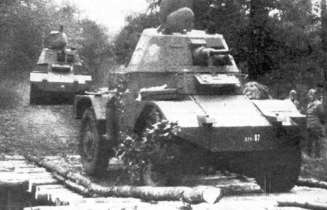
Panhard en uso alemán.

Como el tipo se adaptaba bien a las tácticas alemanas, se entregaron al menos 190 Panhard, la mayoría de ellos nuevos, a las unidades de reconocimiento alemanas para su uso en la Operación Barbarroja en 1941 bajo la designación de Panzerspähwagen P204 (f); 107 se perdieron ese mismo año. Entre estos había algunos vehículos de radio, designados Panzerspähwagen (Funk) P204 (f). El 31 de mayo de 1943 había treinta Panhard en uso en el frente oriental. Algunos de ellos estaban equipados con blindaje espaciado.
Tras la liberación de Francia, el 1e Groupement Mobile de Reconnaissance utilizaría también, entre una desconcertante variedad de tipos, algunos Panhard 178, algunos de ellos modificados.

## Panhard modificados

### Vehículos de radio
Las unidades Panhard estaban pensadas para el reconocimiento profundo estratégico y, por ende, se esperaba que pudiesen actuar bien con antelación a las fuerzas principales. Para cumplir su labor de transmitir información, resultaban necesarias conexiones de radio de largo alcance. Por tanto, uno de cada doce vehículos tenía que ser una versión especial de radio (Poste Commande), con la torreta fija y sin armamento, pero dotado del aparato ER27, lo que le concedía un alcance de 80-150 kilómetros, y dos aparatos ER26ter con un alcance de 60 kilómetros para la comunicación dentro del escuadrón.
Tanto en 1937 como en 1938 se habían encargado una docena de «vehículos PC», notificándose el número de 24 el 9 de diciembre de 1938. La entrega del primero estaba prevista para febrero, pero no se materializó hasta octubre de 1939, seguido de 17 en noviembre y 6 en diciembre. Fueron reconstruidos con el aparato ER27 en Fort d'Issy. Como este número era claramente insuficiente para dotar a todas las unidades, el 15 de abril de 1940 se encargaron otros 150 PC, con lo que el total ascendió a 174; ninguno del nuevo pedido se había construido antes del armisticio.

### Versión norteafricana
Del 14 al 29 de octubre de 1936, el prototipo original del Panhard 178, que salió de Burdeos el 15 de septiembre, fue probado por el 6.º Regimiento de Coraceros en Marruecos, sorteando con éxito unos 3000 kilómetros de pistas desérticas y montañosas, lo que dio lugar a la aceptación del tipo para su uso en el desierto el 15 de enero de 1937, aunque se aconsejó una modificación adecuada, incluyendo la instalación de una torreta más ligera.
Las fuerzas norteafricanas necesitaban dos tipos de automóviles blindados de reconocimiento: uno ligero, para cuyo rol se pensó el Laffly S15 TOE, y uno pesado, la automitrailleuse lourde, para el que se eligió el Panhard 178. Al principio estaba previsto armar el vehículo, primero con un cañón de 37 mm y luego de 47 mm, pero el 14 de enero de 1939 el rápido deterioro de la situación internacional obligó a aceptar una variante, el AMD 35 type Afrique française du Nord, no muy diferente de la versión estándar: aparte de pequeños cambios en el equipamiento interno, la principal diferencia era la instalación de un radiador de alta resistencia, mejor adaptado al caluroso clima desértico de las colonias del norte de África.
Se hicieron dos pedidos el 3 de junio de 1938, uno de 20 vehículos y otro de 12. Hubo un tercer pedido de 96 automóviles con fecha de 3 de febrero de 1939, pensado para crear ocho escuadrones en África, cada uno con 16 vehículos. El primero de estos pedidos no se notificó hasta el 26 de mayo de 1939. La construcción de estos vehículos empezó en diciembre pero tuvo que detenerse debido a la falta de radiadores especiales, 161 de los cuales no se pidieron hasta el 10 de octubre; finalmente, se fabricaron a partir de la segunda semana de mayo de 1940, constituyendo en ese momento el grueso principal de la producción del Panhard 178. Ese mes se entregaron 78. El 7 de junio, de los 128 pedidos, 71 habían sido entregados, 2 se encontraban terminados en el almacén de la fábrica y 39 chasis estaban listos a falta de una torreta. Hasta el armisticio se entregaron al menos otros 41, para un total mínimo de 112 AMD 35 AFN. De hecho, ninguno de estos vehículos sería enviado al norte de África; fueron utilizados por unidades recién creadas (especialmente el 10.º Regimiento de Coraceros, parte de la 4.ª DCR de Charles de Gaulle), reconstituidas o ad hoc en Francia.

### Versión colonial
El 14 de septiembre de 1938, se notificó un pedido de cuatro vehículos para uso colonial en Indochina, equipados por ARL con la torreta individual más pequeña APX5, la que se usaba en el AMR 35 ZT2, armada con un cañón de 25 mm y una ametralladora de 7,5 mm. Por tanto, la tripulación solo constaba de tres personas. Se entregaron dos ejemplares en junio de 1939, y los otros dos al mes siguiente. Estos primeros cuatro partieron hacia Indochina el 12 de octubre; al menos uno fue capturado por Japón. Se notificó un segundo pedido de cuatro Panhard 178 coloniales el 10 de junio de 1939; un se entregó en diciembre de 1939, los últimos tres en enero de 1940, lo que hizo que el total final de esta versión ascendiese a 8 unidades. Los últimos cuatro vehículos seguían en Francia en el momento de la invasión alemana y se entregaron al Ejército en junio pese a carecer de torreta, y algunos, probablemente aún sin torreta, fueron clandestinamente incorporados por las fuerzas de Vichy tras el armisticio.

### Variante cazacarros
Aunque era suficiente para distancias cortas, la efectividad del cañón de 25 mm distaba de óptima. El 14 de enero de 1939, se decidió en principio armar al Panhard con el cañón SA 35 de 47 mm, pero como no había muchas existencias del cañón, se dio prioridad a armar los tipos de tanques aún equipados con el cañón SA 34, como el Char B y la primera serie del Char D2. En el verano de 1939, ya se estaba sopesando la construcción de una serie de cazacarros, ya que demasiadas pocas unidades tenían capacidades antitanque motorizadas. En abril de 1940, Panhard propuso su Voiture spéciale 207, básicamente un Panhard 178 dotado en la parte trasera de un poderoso cañón SA 37 de 47 mm orientado hacia atrás.
El tipo seguía en desarrollo cuando la crisis de mayo y la falta de torretas APX3 —Cail había caído y se había decidido entregar la mayoría de los vehículos a las tropas como «AMD sin torreta»— propiciaron un programa de emergencia para añadir un nuevo tipo de torreta al excedente de chasis. El 29 de mayo de 1940, se contactó con Renault y las ideas iniciales de improvisar una torreta abierta para un cañón de 25 mm no tardaron en convertirse en una nueva torreta cerrada, un diseño del ingeniero Joseph Restany, capaz de albergar el mucho más potente cañón de tanque estándar SA 35 de 47 mm, cuya primera versión se terminó el 31 de mayo. Para disponer de espacio suficiente para accionar el cañón más grande, se elevó la parte trasera de la nueva torreta octogonal, lo que dio lugar a un perfil en forma de cuña extrema. El blindaje consistía en placas soldadas de 25 mm por todas partes, reforzadas en la parte delantera con un aplique espaciado de 13 mm. La torreta tenía una única escotilla superior un tanto estrecha y carecía de la escotilla trasera que era común en los diseños franceses. La torreta también debía ser girada a mano, al no disponer de tracción eléctrica. Tampoco tenía ametralladora. Un solo vehículo fue puesto a prueba el 5 de junio y terminado el 6 de junio, pero los planes de fabricar 40 vehículos de este tipo a partir del 11 de junio, a razón de 4 al día, quedaron en nada, a pesar de la orden oficial del 13 de junio y de la intención de alcanzar una producción mensual de 35 a partir de agosto, ya que París fue declarada ciudad abierta el 10 de junio y la fábrica evacuada el 12 de junio. El único vehículo, denominado provisionalmente Voiture 47, fue asignado al 1.er RAM el 6 de junio y, el 15 de junio, defendió un puente cerca de Etignie, destruyendo dos «tanques pesados» alemanes (no se especificó el tipo) y una columna que intentaba forzar el cruce. El 17 de junio, a las 10:00, fue destruido por su propia tripulación en Cosnes-sur-Loire cuando su unidad no pudo cruzar el río Loira con su equipo pesado.
El 2 de junio, se esperaba montar un cañón SA 34 de 47 mm o un cañón de 25 mm en los «AMD sin torreta», protegidos por una superestructura de blindaje de 16 a 20 mm. Las pruebas fotográficas demuestran que al menos un vehículo estaba equipado con una superestructura, pero no si estaba armado. Además, es probable que unos pocos pudieran estar equipados con un escudo para una ametralladora, aunque la mayoría se entregaron como chasis puros.

### Modificaciones de Alemania, Francia de Vichy e Italia

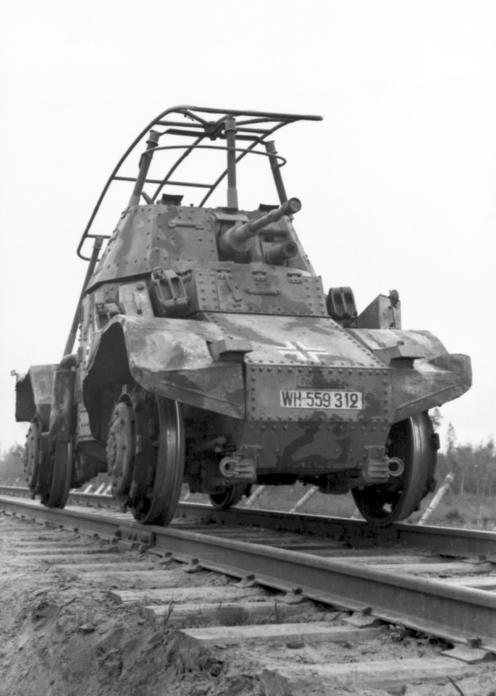
Un Panhard modificado como Schienenpanzer.

Después de 1941, los alemanes modificaron 43 vehículos como vehículos de protección ferroviaria (Schienenpanzer); podían conducir por las propias vías gracias a ruedas especiales y estaban equipados con grandes antenas de radio.
Bajo las condiciones del armisticio, se permitió al régimen de Vichy utilizar 64 Panhard para uso policial. A estos vehículos, tomados principalmente de las tandas de producción de mayo-junio, se les cambiaron los cañones por una ametralladora adicional. Por orden del Ejército,  la rama Camouflage du matériel, el ingeniero J. Restany, utilizando el nombre falso de «J-J. Ramon», fabricó clandestinamente, a partir de abril de 1941, 45 nuevas torretas, equipadas con un cañón SA 35 de 47 mm (una veintena) o con un cañón de 25 mm, para equipar un número igual de chasis ocultos a los alemanes; algunos se combinaron finalmente con los chasis de prueba. Las torretas eran de nuevo diseño, pero se parecían mucho a la torreta de 47 mm de Restany de junio de 1940. Utilizaban placas de blindaje de 20 mm para las superficies verticales y de 10 mm para la parte superior. A la escotilla superior se le añadió una escotilla trasera. El 28 de enero de 1942, todas las torretas estaban terminadas. Más tarde, se instaló una ametralladora FM 24/29 de 7,5 mm a la derecha del armamento principal. Estos chasis y automóviles fueron parcialmente ocultados o arrojados a lagos cuando toda Francia fue ocupada en noviembre de 1942. Algunos vehículos, sin embargo, fueron utilizados por los alemanes en la Sicherungs-Aufklärungs-Abteilung 100. En el verano de 1944, algunos fueron quizás utilizados por la resistencia.
En 1944, algunos de los 34 Panhard capturados por los alemanes cuando invadieron la Francia de Vichy en noviembre de 1942 fueron reconstruidos con el cañón KwK 38 L/42 de 5 cm o el PaK 38 L/60 de 5 cm en una torreta descapotada y se utilizaron para labores de ocupación. En noviembre de 1942, el Ejército italiano también capturó dos Panhard, que ellos mismos usarían hasta septiembre de 1943.

## Panhard 178B

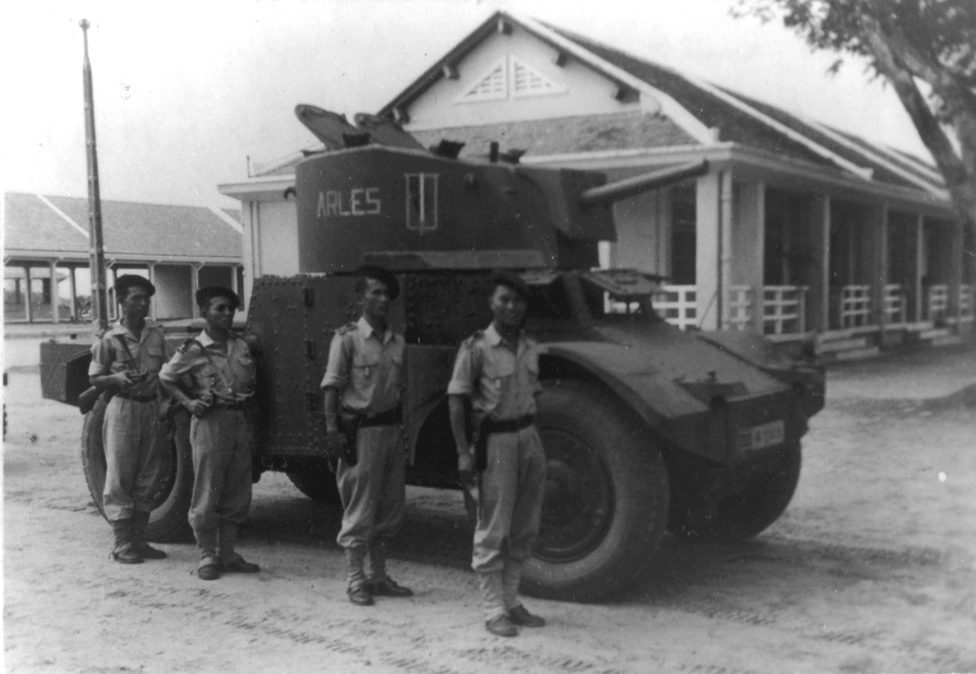
Un Panhard 178B en Vietnam.

A finales de 1944, Fives Lille diseñó una nueva torreta, la FL1. Tenía una forma de «camembert» cilíndrica que otorgaba más espacio donde instalar el mayor cañón SA 45 L/32 de 75 mm. El tipo con la nueva torreta, un nuevo motor de cuatro cilindros y el aparato de radio EM3/R61 se denominó Panhard 178B y entró en producción en Firminy; se hizo un primer pedido de 150 ejemplares el 5 de enero de 1945 y se confirmó el 31 de julio de 1945. Sin embargo, antes de que empezara la fabricación real, se decidió instalar el cañón más pequeño SA 35 de 47 mm y una ametralladora. En total, se fabricaron 414 vehículos, lo que supone un total de 1143 automóviles Panhard 178. En contraste con este Panhard 178B, los vehículos más antiguos se designan a veces Panhard 178 «A», aunque esta designación no es contemporánea. La versión B se usó en Francia y las colonias, como Siria, Tahití, Madagascar y Vietnam. El último uso francés fue en Yibuti en 1960 por parte del 15e Escadron Blindé d'Infanterie de Marine; Siria aún usaba el tipo en febrero de 1964 durante el alzamiento de Damasco.